# 1069 Planckia
1069 Planckia este un asteroid din centura principală, descoperit pe 28 ianuarie 1927, de Max Wolf.